# Fundació Mona
La Fundació Mona és una entitat sense ànim de lucre, creada l'any 2000, que es dedica a rescatar i rehabilitar primats. Així mateix, realitza una important labor educativa i de recerca científica en primatologia, benestar animal i sostenibilitat ambiental. Les seves instal·lacions estan ubicades a Riudellots de la Selva a les Comarques Gironines.
La veterinària Olga Feliu va impulsar el projecte després de retornar del Camerun, on havia treballat en el centre de recuperació de primats Limbe Wildlife Center. Anteriorment, havia col·laborat com a veterinària en la secció espanyola de la International Primate Protection League. Feliu va decidir crear la Fundació Mona, juntament amb Amparo Barba i Manel Maraña, per protegir els primats del contraban i acollir els individus abandonats, maltractats o que es troben en condicions extremes.
El Centre de Recuperació de primats és l'espai on es troben les instal·lacions de la fundació, a Riudellots de la Selva i té una extensió de 5.700 m². El centre va començar la seva activitat el 2001 amb l'arribada d'un grup de cinc ximpanzés decomissats a un entrenador de circ a València. Des dels seus inicis, ha albergat individus de les espècies ximpanzé comú i macaco de Gibraltar.
Els primats que arriben a la fundació generalment han estat decomissats i han tingut un passat d'explotació en espectacles (circs, cinema, publicitat, reclam turístic) o han estat utilitzats com a mascotes. Per la qual cosa, presenten problemes de salut física i mental que el personal del centre tracta de curar. L'equip està format per expertes en biologia, psicologia i veterinària, investigadores becades i voluntàries.
Entre les tasques de divulgació, la Fundació Mona imparteix cursos i tallers sobre sostenibilitat del planeta, benestar animal i respecte cap als animals i la biodiversitat. També, ofereix visites guiades per a escoles i particulars en grups reduïts, de manera concertada i breu, per causar el menor soroll i molèstia als habitants del centre.
En l'àmbit de la recerca, la fundació va crear la Unitat d'Investigació, que compta amb un equip multidisciplinari format per psicòlegs, biòlegs, veterinaris i antropòlegs. Aquest equip ofereix formació en primatologia, imparteix diversos cursos i un màster amb la Universitat de Girona. També col·labora amb l'Institut Català de Paleoecologia Humana i Evolució Social en projectes d'investigació i publica els resultats en revistes acadèmiques, com ara International Journal of Primatology, Journal of Veterinary Behavior o Scientific Reports. Així per exemple, es va identificar per primera vegada en el ximpanzé Nico la Malformació de Chiari, una malaltia que afecta també als humans i és catalogada com a rara.